# 駐波士頓臺北經濟文化辦事處
駐波士頓臺北經濟文化辦事處（英語：Taipei Economic and Cultural Office in Boston，簡稱：TECO-Boston）是中華民國外交部在美國麻薩諸塞州波士頓的總領事館級辦事處。

## 歷史

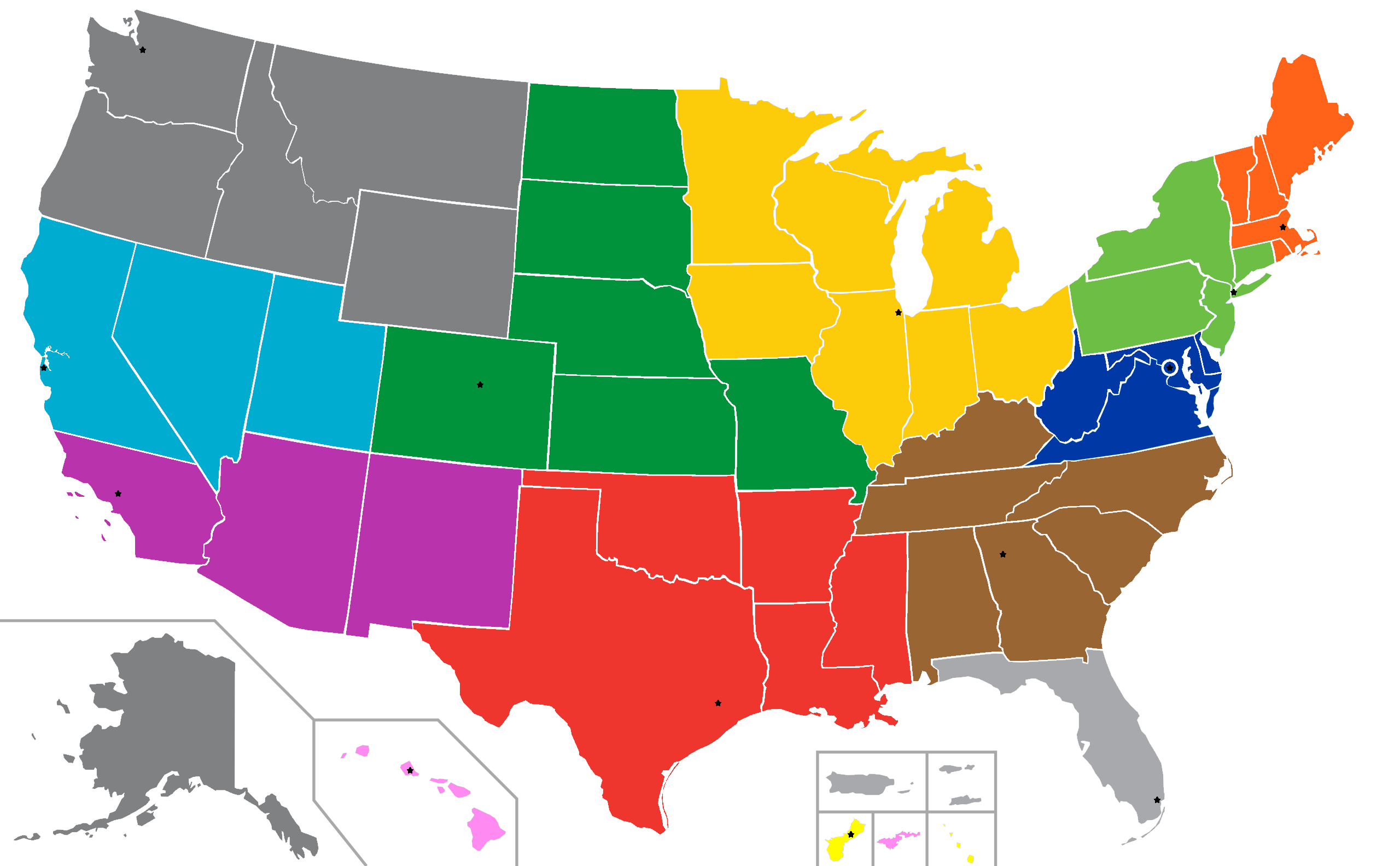
駐波士頓臺北經濟文化辦事處領事轄區

該處設立於1982年10月23日（或称1982年11月10日:59）。1994年10月10日，由原名北美事務協調委員會駐波士頓辦事處易名為現名。其領務轄區為緬因州、新罕布夏州、麻薩諸塞州、佛蒙特州及羅德島州。

## 外部連結
- 駐波士頓臺北經濟文化辦事處 官方網站 （页面存档备份，存于）
- 駐波士頓臺北經濟文化辦事處的Facebook專頁